# The Power of Equality
The Power of Equality é a primeira canção do álbum Blood Sugar Sex Magik da banda Red Hot Chili Peppers.  O refrão é um dueto entre o vocalista Anthony Kiedis e o guitarrista John Frusciante.
Com exceção do Live at Slane Castle, onde foi usada como faixa que encerrou o show, a canção não foi  incluída em outros lançamentos da banda, embora seja frequentemente usada em concertos.
Esta canção foi apresentada no jogo Tony Hawk's Underground 2.

## Letra
Este trabalho é interpretado como um protesto contra a desigualdade na sociedade do mundo, preconceito e machismo, principalmente nos Estados Unidos.. Como diz na letra American equality has always been sour/an attitude I would like to devour/my name is peace, this is my hour/can I get just a little bit of power? (A igualdade americana tem sempre sido azeda/Uma atitude que eu gostaria de devorar/Meu nome é paz, Esta é a minha hora/Eu posso ganhar só um pouco de poder?). A canção também cita o Ku Klux Klan, nome de várias organizações racistas dos Estados Unidos que apoiam a supremacia branca e o protestantismo em detrimento de outras religiões. A música termina com a frase What ever happened to humanity (O que sempre aconteceu com a humanidade).

## Créditos
- Flea – baixo
- John Frusciante – guitarras, backing vocals
- Anthony Kiedis – vocal,
- Chad Smith – bateria